# Тетраедар
Тетраедар (грч. tetráedron) је геометријско тело које ограничавају четири троугаоне површи, које заједно са делом простора кога омеђују једнозначно формирају тело са четири темена и шест ивица. Назив се у принципу користи за правилни тетраедар, код кога су ове четири површи идентични једнакостранични троуглови. Правилни тетраедар је један од пет правилних полиедара. 

## Својства правилног тетраедра
Неке од основних карактеристика тетраедра су одређене следећим формулама:
| Површина                   | {\displaystyle P={\sqrt {3}}a^{2}}                                                                         |
| Запремина                  | {\displaystyle V={\begin{matrix}{1 \over 12}\end{matrix}}{\sqrt {2}}a^{3}}                                 |
| Полупречник описане сфере  | {\displaystyle r_{o}\,=\,{\frac {\sqrt {6}}{4}}\,a\approx 0{,}61\,a}                                       |
| Полупречник уписане сфере  | {\displaystyle r_{u}\,=\,{\frac {\sqrt {6}}{12}}\,a\approx 0{,}20\,a}                                      |
| Висина                     | {\displaystyle h=r_{o}+r_{u}\,=\,{\frac {\sqrt {6}}{3}}\,a\,=\,{\sqrt {\frac {2}{3}}}\,a\approx 0{,}82\,a} |
| Угао између ивице и површи | {\displaystyle arctg{\sqrt {2}}\approx 55^{\circ }}                                                        |
| Угао између две површи     | {\displaystyle \arccos {1/3}=arctg2{\sqrt {2}}\approx 71^{\circ }}                                         |

Притом је a дужина ивице тетраедра.